# Geslau
Geslau est une allemande de Bavière, située dans l'arrondissement d'Ansbach et le district de Moyenne-Franconie.

## Géographie

Situation de Geslau (en rouge) dans l'arrondissement d'Ansbach, (communauté administrative en violet)

Geslau est située dans le parc naturel de Frankenhöhe, sur la Route des Châteaux (Burgenstrße), à 7 km à l'est de Rothenburg ob der Tauber et à 25 km au nord-ouest d'Ansbach, le chef-lieu de l'arrondissement.
La commune fait partie de la communauté administrative de Rothenburg.

## Histoire
Geslau a appartenu à la principauté d'Ansbach et a rejoint le royaume de Bavière en 1806. Geslau a été érigée en commune lors de la réforme administrative de 1818.
En 1972, les communes de Dornhausen, Gunzendorf, Schwabsroth et Stettberg ont été incorporées à la commune de Geslau.

## Démographie
| 1910   | 1933   | 1939   | 2009  |
| ------ | ------ | ------ | ----- |
| 1 415, | 1 322, | 1 229, | 1 360 |